# MIFARE

Mifare Logo

MIFARE is een merk van NXP Semiconductors dat exclusief gebruikt wordt voor de chips in chipcards en lezers van dat bedrijf.
De technologieën die onder dit merk worden verkocht, zijn gebaseerd op de ISO/IEC 14443A standaard en werken op een frequentie van 13.56 MHz. Het merk MIFARE is bedacht door het Oostenrijks bedrijf MIKRON en staat voor MIKRON fare collection. De  IC’s zijn oorspronkelijk ontwikkeld om gebruikt te worden in vervoersbewijzen. In 1995 wordt Mikron overgenomen door Philips Semiconductors.
NXP MIFARE producten worden onder meer toegepast in:
- paspoorten
- OV-chipkaart (NL)
- loyalty kaarten
- toegangs-systemen voor musea, kantoorgebouwen, parkeergarages, hotels, fitness centra
- product-identificatie
- consoles voor spelcomputers
- contactloos betalen met een mobiele telefoon
- tolsystemen

De bekendste leden uit de MIFARE familie zijn MIFARE Classic, MIFARE Ultralight, MIFARE Plus, MIFARE DESFire, MIFARE4MOBILE, MIFARE FLEX en MIFARE SDK.
Er zijn wereldwijd 12 miljard MIFARE IC's verkocht.(2023)

## MIFARE Classic

Mifare classic logo

De MIFARE Classic kaart is een opslagmedium, waarbij het geheugen is verdeeld in sectoren en blokken die versleuteld worden door een simpele beveiligingstechniek. Dankzij de lage kosten wordt dit type kaart veel gebruikt in het openbaar vervoer zoals bijvoorbeeld in een OV-chipkaart. De MIFARE Classic wordt in 1994 geïntroduceerd  door het bedrijf MIKRON.
De MIFARE Classic 1K heeft een opslagruimte van 1024 bytes, verdeeld in zestien sectoren; elke sector bevat vier blokken en is beveiligd met twee verschillende sleutels, genaamd A en B. Ze kunnen geprogrammeerd worden voor operaties als lezen en schrijven. De MIFARE Classic 4k heeft een opslagruimte van vier kilobyte, verdeeld in veertig sectoren. 32 sectoren zijn even groot als die in type 1k; de laatste acht sectoren bevatten zestien blokken in plaats van vier.

### Veiligheid
In een presentatie op het Chaos Communication Congress in december 2007 toonden Henryk Plötz en Karsten Nohl aan dat zij door middel van reverse engineering een deel van het algoritme ontdekt hadden dat gebruikt wordt in de MIFARE Classic chip.
In maart 2008 maakte de Digital Security research group van de Radboud Universiteit Nijmegen bekend dat zij in staat waren om chipkaarten gebaseerd op de MIFARE Classic chip te klonen en aan te passen. Als gevolg hiervan publiceerde  Govcert.nl een factsheet waarin het  afraadt de MIFARE Classic chip te gebruiken in toegangspassen.
Op 7 juli 2008 spant NXP een kort geding tegen de Radboud Universiteit aan, om te voorkomen dat deze bepaalde informatie over de tekortkomingen in de kaart publiceert. Het gaat om de publicatie Dismantling Mifare Classic, dat de onderzoekers willen publiceren op de ESORICS08-conferentie. In maart publiceerden enkelen van hen al de publicatie A Practical Attack On The Mifare Classic.
Op 18 juli 2008 volgt de uitspraak waarin de vorderingen van NXP worden afgewezen. Er kan zonder nadere bewijslevering niet van worden uitgegaan dat het algoritme van de chip een auteursrechtelijk beschermd werk is. Evenmin komt het algoritme van de chip in aanmerking voor geschriftenbescherming, omdat vaststaat dat het algoritme niet door NXP op enigerlei wijze ter beschikking van het publiek is gesteld. De publicatie valt ook onder de vrijheid van meningsuiting. NXP kon niet aantonen dat er een dringende maatschappelijke noodzaak was om de publicatie te verbieden.
In juni 2008 hebben dezelfde onderzoekers van de Radboud universiteit een Oyster card met dezelfde MIFARE Classic chip gekraakt. Zij bleken in staat om, na een kaart van een andere gebruiker gelezen te hebben, de kaart te kopiëren en het saldo op te hogen en er daarna een dag lang mee te reizen.
Op 12 oktober 2015 raadt NXP af de MIFARE Classic voor beveiligingsdoeleinden te gebruiken nadat de Radboud Universiteit een Responsible Disclosure had ingediend.

## MIFARE Ultralight
De MIFARE Ultralight-kaarten hebben 64 bytes, zonder beveiliging. Dit type kaart is dusdanig goedkoop dat het dikwijls wordt gebruikt bij wegwerpkaarten, zoals voetbaltickets.

## MIFARE DESFire
De MIFARE DESFire-kaarten hebben een geheugen van 2, 4 of 8 kilobytes, met een DES, 3DES of AES beveiliging. Dit type kaart is veiliger dan bijvoorbeeld de MIFARE Classic-kaarten.

## Geschiedenis
- 1994 — MIFARE Classic 1k draadloze technologie wordt geïntroduceerd door het bedrijf MIKRON.[1]
- 1995 — MIKRON wordt overgenomen door Philips Semiconductors[1]
- 2001 — MIFARE Ultralight geïntroduceerd.[1]
- 2008 — MIFARE Plus met 128-bit AES encryptie geïntroduceerd.[19]